# مقاطعة جلاقدوق
مقاطعة جلاقدوق هي تقسيم إداري في ولاية أنديجان في أوزبكستان. مركزها مدينة جلاقدوق.